# 回族十三姓
回族十三姓（回户十三姓）是回回人使用最多的十三个姓氏。

## 十三姓
1. 纳
2. 马
3. 撒
4. 哈
5. 沙
6. 赛
7. 速
8. 忽
9. 闪
10. 保
11. 木
12. 苏
13. 郝